# دیکر مانتگامری
دِیکِر مانتگامری (انگلیسی: Dacre Montgomery؛ زادهٔ ۲۲ نوامبر ۱۹۹۴) هنرپیشه، شاعر اهل استرالیا است.
از فیلم‌ها یا برنامه‌های تلویزیونی که وی در آن نقش داشته‌است می‌توان به چیزهای عجیب و پاور رنجرز اشاره کرد.
در سال 2019، او پادکستی با عنوان "DKMH" منتشر کرد که شامل شعرهای خودش است.

## اوايل زندگي
مونتگومری در پرث، استرالیای غربی، از مادری لبنانی کانادایی جودیت بارت-لنارد و پدری نیوزلندی اسکات مونتگومری هاروی به دنیا آمد. او یک خواهر کوچکتر به نام ساسکیا دارد. پدر و مادر او در صنعت صفحه نمایش در استرالیا کار می کردند. مونتگومری در سن نه سالگی شروع به اجرای روی پرده و تئاتر کرد. مونتگومری در دبیرستان ارشد ماونت لاولی در زادگاهش تحصیل کرد. زمانی که مونتگومری در سال دوازدهم بود، هم‌شاگردی‌هایش در سالنامه سالانه به او رای دادند تا «محتمل‌ترین دانش‌آموز برای تبدیل شدن به ستاره هالیوود» باشد. مونتگومری تحصیلات خود را در هنرهای نمایشی در تمام دوران دبیرستان ادامه داد. مونتگومری مدرک بازیگری خود را در آکادمی هنرهای نمایشی استرالیای غربی در دانشگاه ادیت کوان در سال 2015 به پایان رساند. داکر در یک پست اینستاگرامی گفت که او یک "بچه گمشده" است. او دوران سختی را در مدرسه سپری کرد و از سنین پایین دچار اضطراب شد. او ادعا می کند که در طول سال های تحصیلش به دلیل وزن و علاقه اش به تئاتر مورد آزار و اذیت قرار گرفته است. او همچنین در امتحانات نمایشی خود در دبیرستان مردود شد. در سن 18 سالگی از کار اخراج شد.

## حرفه
اولین نقش مونتگومری زمانی بود که در فیلم Betrand the Terrible در نقش فرد در سال 2010 ظاهر شد. در سال 2011، او در یک برنامه تلویزیونی خلبان به نام Family Tree ظاهر شد. در سال 2015، مونتگومری در موزیک ویدیوی "Old Souls" توسط گروه Deathcore استرالیایی Make Them Suffer به کارگردانی جیسون اشراقیان ظاهر شد. مونتگومری در نقش جیسون اسکات، رهبر گروه Power Rangers، در ریبوت فیلم سینمایی Power Rangers بازی کرد. این فیلم در سال 2017 منتشر شد. مونتگومری همچنین در موزیک ویدیوی موسیقی دو نفره استرالیایی Angus & Julia Stone برای آهنگ آنها Chateau ظاهر شد. او همچنین در دنباله کمدی استرالیایی A Few Best Men با عنوان A Few Less Men ظاهر شد. در سال 2017، مونتگومری برای فصل دوم سریال چیزهای عجیب نتفلیکس در نقش شخصیت بیلی هارگرو به بازیگران پیوست. در سال 2019، او برای این نقش در فصل 3 و نقش مهمان در فصل 4 در سال 2022 بازگشت. در 6 نوامبر 2017، مونتگومری اعلام شد که در کنار راسل کرو و نیکلاس هولت به The True History of Kelly Gang بر اساس رمانی به همین نام نوشته پیتر کری می پیوندد. با این حال، او در فیلم پایانی ظاهر نمی شود. در 19 اکتبر 2022، اعلام شد که او در نقش اصلی در فیلم Went Up the Hill به کارگردانی ساموئل ون گرینزون، نقش اصلی را ایفا خواهد کرد.

## سرمایه گذاری های دیگر
در 11 ژوئیه 2019، او پادکست خود را با عنوان "DKMH" منتشر کرد که شامل شعرهای خودش است. در توضیحات پادکست آمده است که او دو سال را صرف جمع‌آوری شعر خود کرده و از نوازندگان کمک می‌کند تا به او کمک کنند تا آن را زنده کند.

## زندگي شخصي
مونتگومری از سال 2017 با مدل لیو پولاک قرار دارد. مونتگومری در یک پست اینستاگرامی در مورد یک قسمت از پادکست خود درباره داشتن OCD صحبت کرده است، و بیان می کند که شرايطش چگونه است.